# Lycoming O-320
Lycoming O-320 es una amplia familia de noventa y dos motores de cuatro cilindros, refrigerados por aire, de aspiración normal y transmisión directa usado en aviones ligeros como el Cessna 172 y el Piper Cherokee. Las diferentes variantes producen 150 o 160 HP (112 o 119 kW). Como queda implícito en el nombre del motor, sus cilindros están dispuestos en posición horizontal contrapuesta y tienen un desplazamiento de 320 pulgadas cúbicas (5,24 litros).

## Diseño y desarrollo
La familia de motores O-320 incluye las series O-320 normalmente aspirados con carburador, IO-320 de inyección de combustible, AIO-320 de montaje inverso e inyección de combustible, y AEIO-320 de inyección para uso acrobático. La LIO-320 es una serie de dos modelos idénticos al modelo IO-320, pero con rotación opuesta a del cigüeñal para su uso en aviones bimotores para eliminar el Factor P, o tendencia del avión a ladearse al lado opuesto de rotación de la hélice (efecto especialmente notorio al despegue).
El primer O-320 (sin sufijos) fue certificado por la FAA el 28 de julio de 1953 con el CAR 13 efectivo desde el 5 de marzo de 1952, designándose luego como O-320-A1A sin ningún cambio. El primer IO-320 fue certificado el 10 de abril de 1961, el AIO-320 desde el 23 de junio de 1969 y el primer AEIO-320 el 12 de abril de 1974. Los LIO-320 fueron certificados ambos el 28 de agosto de 1969.
La familia de motores O-320 externamente se asemeja al Lycoming O-235 y O-290 de los que deriva. El O-320 tiene la misma carrera de pistón (98 mm) que sus hermanos pequeños, pero produce más potencia que estos al contar con un diámetro de cilindros aumentado a 130 mm. Su diseño incorpora taqués hidráulicos y cuenta con las bases que permiten instalar el sistema hidráulico para hélices de paso controlado. Los modelos en los que es posible controlar el paso de la hélice usan un cigüeñal distinto a los motores que cuentan con hélice de paso fijo.
El O-320 usa un sistema convencional de lubricación con cárter húmedo. Los rodamientos principales, bielas, rodamientos del cigüelal, taqués y empujadores de levas son lubricados a presión alta, mientras que los pasadores de pistón, paredes de cilindro y engranajes son lubricados por aspersión. El aceite del sistema es presurizado mediante una bomba mecánica conectada como accesorio del cigüeñal. El motor usa un radiador de aceite alejado de su estructura, conectado al mismo mediante mangueras flexibles.
El O-320 de aspiración normal, en las versiones que no tiene inyección de combustible, tiene un certificado STC (Supplemental Type Certificate) que permite el uso de gasolina de más bajo octanaje (gasolina automotriz amarilla, en lugar de gasolina para aviación blanca) como reemplazo del Avgas que suele ser más costosa o no está disponible en algunos lugares. El STC es un Type Certificate (TC), una certificación conferida por la autoridad competente (ya sea la CAA o Autoridad de Aviación Civil o la FAA o Administración Federal de Aviación Estadounidense) que comprende la aprobación de una modificación de diseño en un producto -entendido como aeronave, motor o hélice- y cuenta con una designación, serie, y condiciones de uso aprobadas bajo parámetros de seguridad y operación establecidos.
El precio unitario del O-320 varía dependiendo del modelo ofrecido por el fabricante. En 2010 el precio de una unidad de O-320-B1A comprado de forma privada era de 47 076 dólares estadounidenses

## Aplicaciones

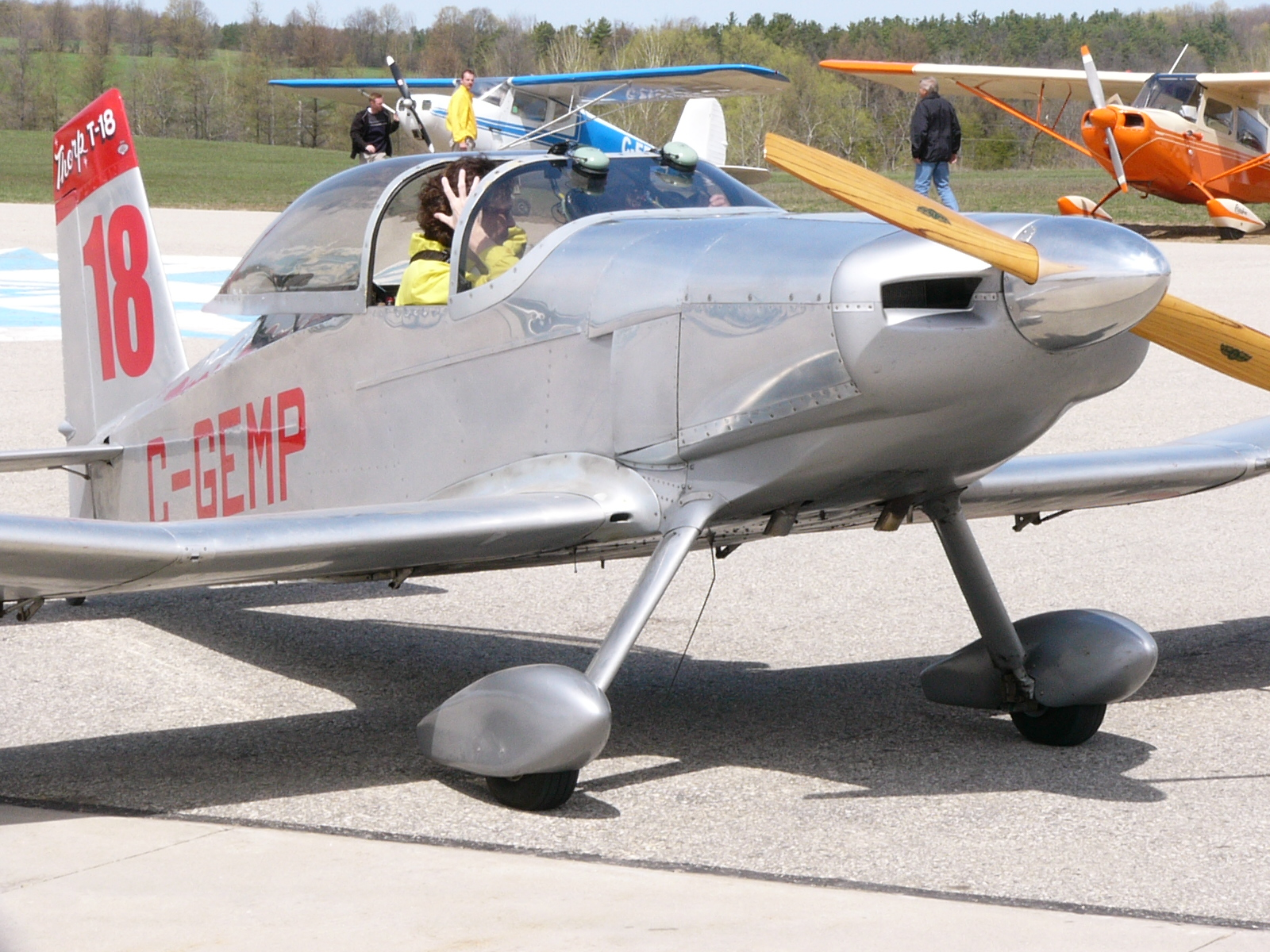
El Lycoming O-320 es un motor comúnmente utilizado por constructores amater en el Thorp T-18.

| - Aviat Husky A-1B-160 - Avid Flyer - Aero Commander 100 - Beechcraft Musketeer - Bellanca Decathlon - Canadian Home Rotors Safari - Cessna 172 - EM-11 Orka - Grumman American AA-5 - Gulfstream American GA-7 Cougar - Hatz homebuilt biplane - Hollmann HA-2M gyrocopter - MBB Bo 209 - Mooney M20 - Mustang Aeronautics Mustang II - Osprey Osprey 2 - Partenavia P66B Oscar 150 - Piper Aztec - Piper Apache - Piper PA-40 Arapaho | - Piper Twin Comanche - Piper Cherokee - Piper Tripacer - PZL-110 Koliber - Robin DR400 - Robinson R22 - Rutan Long-EZ - Socata TB9 Tampico - Symphony SA-160 - Thorp T-18 - Piper PA-18-150 Super Cub - Van's Aircraft RV-3 - Van's Aircraft RV-4 - Van's Aircraft RV-6 - Van's Aircraft RV-8 - Van's Aircraft RV-9 - Varga Kachina - Vulcanair P-68C - Wassmer WA 52 - DINFIA IA-46 RANQUELhttps://en.wikipedia.org/wiki/DINFIA_IA_46 |

## Especificaciones (O-320-E2A)
- ref = TYPE CERTIFICATE DATA SHEET NO. E-274 Revision 20[2]
- Tipo=Motor de cuatro cilindros opuestos horizontalmente refrigerado por aire
- Diámetro de cilindros=5,125 in (130 mm)
- Carrera del pistón=3,875 in (98 mm)
- Cilindrada=319,8 pulg³ (5224 cm³)
- Peso=244 lb (111 kg)
- Tren de válvulas=Dos válvulas a la cabeza por cilindro
- Sistema de combustible=Carburador de flujo ascendente
- Tipo de combustible= Avgas grado mínimo 80/87
- Sistema de lubricación=Cárter húmedo
- Sistema de refrigeración=Enfriamiento por aire
- Potencia= 150 HP (112 kW)
- Relación de compresión=7:1
- Potencia/peso=1,63 lb/HP (0,99 kW/kg)